# Sporting Heldergem
Sporting Heldergem was een Belgische voetbalclub uit Heldergem. De club was aangesloten bij de KBVB met stamnummer 6824 en had paars en wit als kleuren. De club speelde in haar bestaan altijd in de provinciale reeksen.

## Geschiedenis
De club sloot zich halverwege de jaren 60 aan bij de Belgische Voetbalbond en kreeg er stamnummer 6824. Heldergem ging er in de provinciale reeksen spelen.
In 2011 diende de club haar ontslag in bij de Belgische Voetbalbond. Ondertussen kwam de voorzitter van FC Kerksken met FC Kerksken 2015, een project om op termijn tot een grote fusieclub in de gemeente Haaltert te komen. Nadat eerder al de clubs Verbroedering Denderhoutem en VC Ede-Haaltert verdwenen, werd gedacht aan samenwerking van Kerksken met Sporting Heldergem, KRC Haaltert en eventueel ook SK Denderhoutem.